# Hermann Haverkamp
Hermann Haverkamp (* 20. August 1942 in Duisburg; † 3. November 2021 in Krefeld) war ein deutscher Wasserballspieler.

## Karriere
Hermann Haverkamp konnte mit dem ASC Duisburg 1963, 1965, 1967 und 1968 die deutsche Meisterschaft gewinnen. Später war er für den SC Aegir Uerdingen aktiv.
Zwischen 1960 und 1973 absolvierte Haverkamp 197 Länderspiele. Er war damit Rekordspieler der deutschen Nationalmannschaft. Zudem nahm er mit der Nationalmannschaft an den Olympischen Spielen 1968 in Mexiko-Stadt teil, wo das Team den 10. Platz belegte. Auch bei den Olympischen Spielen 1972 in München gehörte Haverkamp zum deutschen Aufgebot, jedoch verpasste das Team als Vierter eine Medaille.
Neben dem Wasserball war Haverkamp auch als Schwimmer aktiv und konnte 1962 mit der 4-mal-100-Meter-Freistilstaffel einen neuen Weltrekord aufstellen.
Nach seiner aktiven Karriere wurde er Wasserballtrainer des SV Bayer Uerdingen 08.
Haverkamp war mehr als 50 Jahre lang mit der Schwimmerin Wiltrud Urselmann verheiratet. Ihre gemeinsame Tochter Wibke wurde 1994, trainiert von ihrem Vater, deutsche Wasserball-Meisterin mit dem SV Bayer Uerdingen 08.